# Filippo Gallinella
Filippo Gallinella (Firenze, 11 ottobre 1979) è un politico italiano, deputato alla Camera dal 2013 al 2022.

## Biografia
Nato a Firenze l'11 ottobre 1979 e cresciuto a Palazzone, piccolo paese della provincia di Siena, frazione del Comune di San Casciano dei Bagni. Dopo aver conseguito il diploma come geometra, si laurea in ingegneria meccanica presso l'Università degli Studi di Perugia.
Inizia a partecipare all'attività politica nel 2008, con il meet-up 53 di Perugia, venendo scelto come candidato portavoce alla presidenza della Regione Umbria nel 2010, alle quali alla fine non prende comunque parte

### Carriera politica

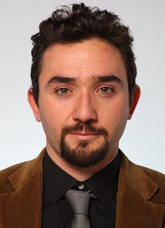
Filippo Gallinella eletto alla Camera nel 2013

Alle elezioni politiche del 2013 viene candidato alla Camera dei deputati, venendo eletto deputato tra le liste del Movimento 5 Stelle (M5S) nella circoscrizione Umbria. Nel corso della XVII legislatura della Repubblica è stato componente della 13ª Commissione Agricoltura e della Commissione parlamentare d'inchiesta sui fenomeni della contraffazione, della pirateria in campo commerciale e del commercio abusivo, oltre a farsi portavoce di proposte di legge come primo firmatario nel campo dell’etichettatura e della lotta alla contraffazione, nonché di numerose iniziative legislative come la riforma del corpo dei Vigili del Fuoco.
Nel settembre 2013 Gallinella è stato tra i deputati che hanno occupato il tetto di Palazzo Montecitorio per protestare contro le modifiche alla carta costituzionale prospettate dal Governo Letta, che avrebbero snaturato il significato dell'articolo 138 della Costituzione Italiana.
A dicembre 2013, in occasione del voto sulla ratifica dell'accordo tra Albania, Grecia e Italia sul progetto del gasdotto Trans-Adriatico (TAP), occupa i banchi del Governo per cercare di evitare la ratifica.
Tra le sue battaglie più significative ci sono l'accesa protesta in aula dopo il voto di fiducia al decreto IMU-Bankitalia, che secondo il M5S rappresenta la svendita della Banca d'Italia a favore delle banche private (gennaio 2014) e contro i privilegi pensionistici dei deputati che gli sono costati 15 giorni di espulsione.
Nel gennaio 2017 vince, insieme alla collega Tiziana Ciprini, il ricorso (in qualità di ricorrenti) contro la legge elettorale Italicum.
Il 21 giugno 2022 aderisce a Insieme per il futuro, gruppo nato da una scissione del Movimento 5 Stelle guidata da Luigi Di Maio. Alle elezioni politiche del 25 settembre 2022, a cui è ricandidato, non risulterà eletto.
Nel dicembre 2023 aderisce ad Alternativa Popolare e viene nominato coordinatore regionale per le politiche agricole e alimentari.

### Presidente della Commissione Agricoltura
Alle elezioni politiche del 4 marzo 2018 viene rieletto per la seconda volta come deputato, nella medesima circoscrizione tra le liste proporzionali del Movimento 5 Stelle.
Nella XVIII legislatura viene eletto il 21 giugno 2018 presidente della 13ª Commissione Agricoltura della Camera dei deputati, venendo confermato il 29 luglio 2020, dove si occupa della semplificazione in materia di agricoltura, caccia e pesca, oltre che dell'introduzione di un sistema unitario di certificazione della sostenibilità della filiera vitivinicola.
Ad aprile 2022 propone l'istituzione della "Giornata della battaglia di Montecassino" (combattuta tra le forze alleate e le quelle tedesche nel 1944) e "della canzone Czerwone maki na Monte Cassino".